# سرخ‌فام
سرخ‌فام یا سکرلات یا سقرلات (به انگلیسی: Scarlet)، رنگ سرخ روشنی است که به نارنجی گرایش دارد و از رنگ شنگرفی سرخ‌تر است.
این رنگ می‌تواند مانند زرشکی، بیانگر خون جاری در رگ‌های زندگان باشد، در حالی‌که آن رنگ به هموگلوبین موجود در خون نزدیک‌تر است.

## واژه‌شناسی
واژۀ سَکَرلات فارسی است و به معنی نوعی پارچه به رنگ‌های قرمز و سبز بوده است. این واژه به صورت سقرلاط، سقرلاطون، سقرلاطین، سقلّاط و سقلّات (معرب) هم به کار رفته است. این واژه وارد زبان‌های اروپایی (مانند انگلیسی scarlet, ciclatoun و غیره) و چینی (sa-ha-la) نیز شده است.
- واژۀ سرخ‌فام در شعر فردوسی نیز به کار رفته بود:

"بفرمود مهتر که جام آورید
بدو در می سرخ‌فام آورید"
(فردوسی)